# Veun Kham
Veun Kham (auch: Veung Kham, Voen Kham oder Voeun Kham) ist ein laotisches Dorf im äußersten Süden der Provinz Champasak, Distrikt Khong, direkt an der Grenze zu Kambodscha. Bekannt ist Veun Kham vor allem als einziger Grenzübergang von Laos nach Kambodscha. Der Grenzort auf kambodschanischer Seite ist das etwa 10 km weiter östlich liegende Dong Krolor (auch Dom Kralor oder Dong Kalaw).
Hier führt der Asian Highway 11 vorbei und die laotische Nationalstraße 13 geht in die kambodschanische Nationalstraße 7 über.

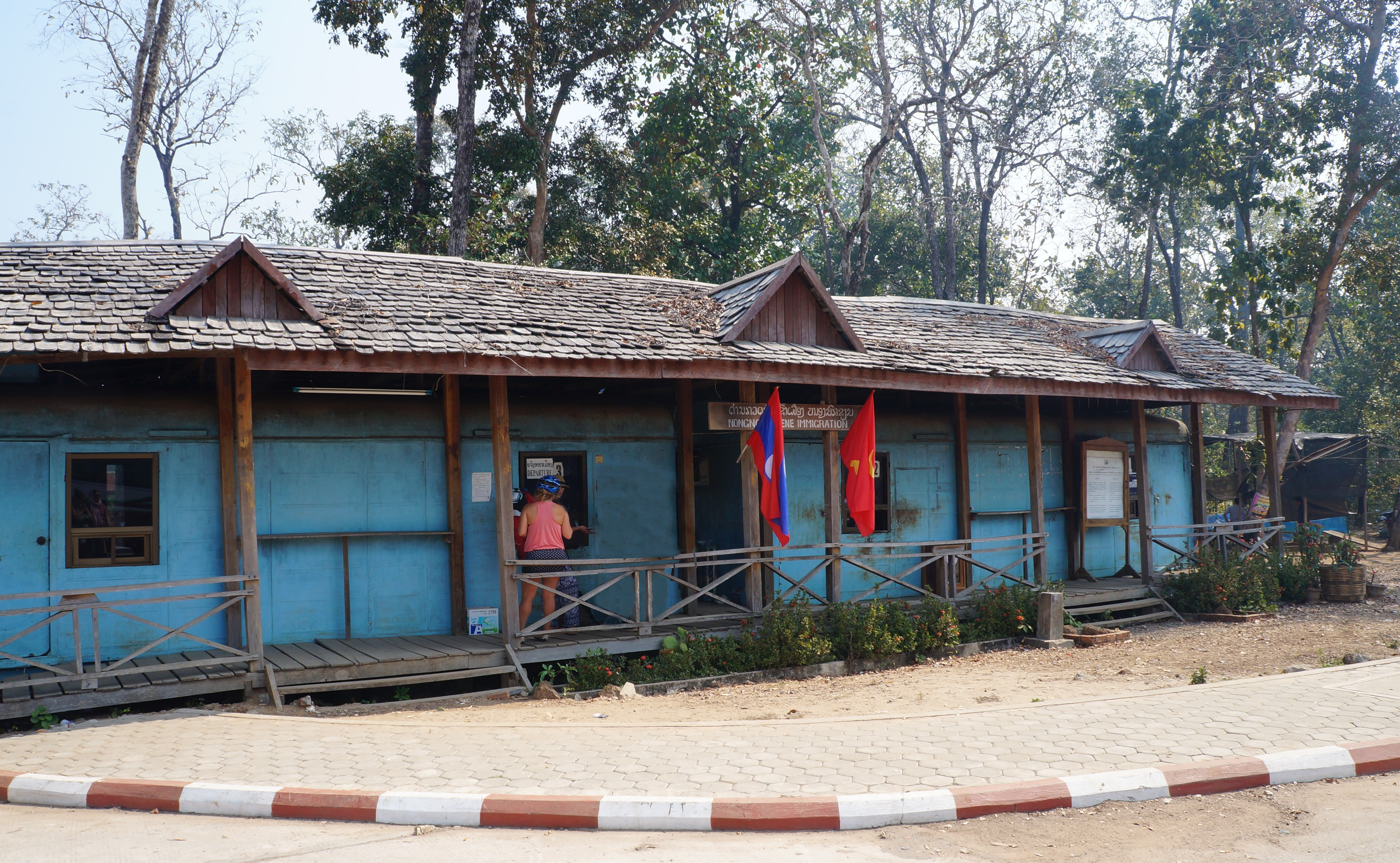
Grenzübergang Nong Nokkhien (2014)
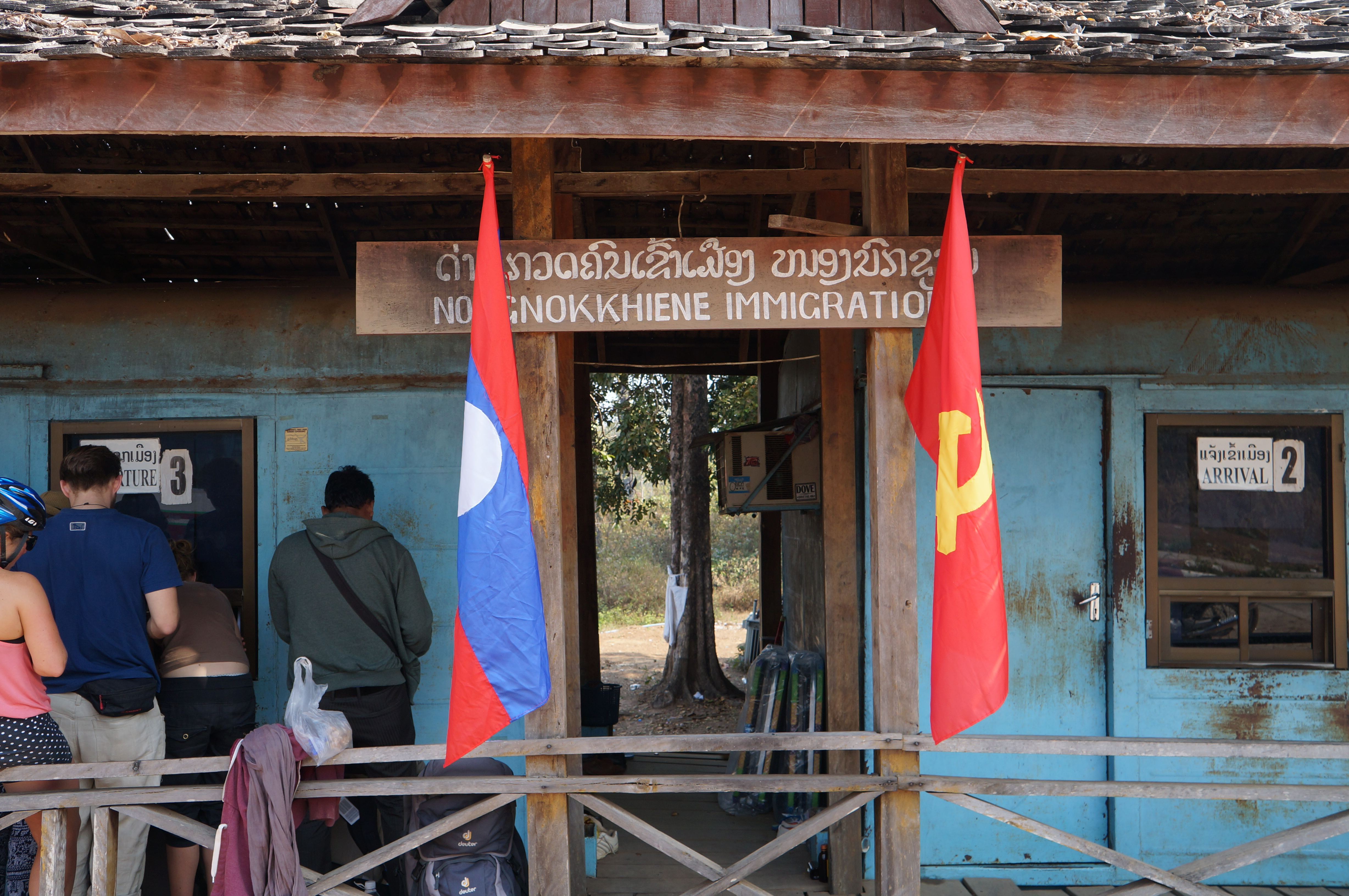
Grenzübergang Nong Nokkhien (2014)
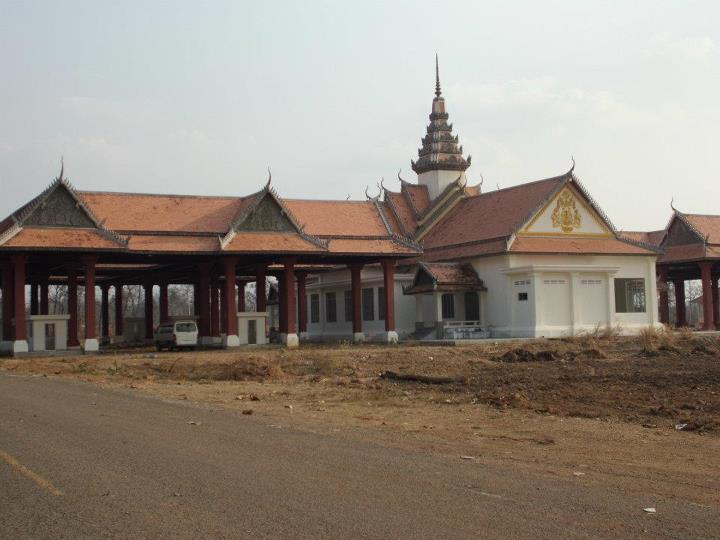
Grenzübergang Trapeang Kriel (2011)
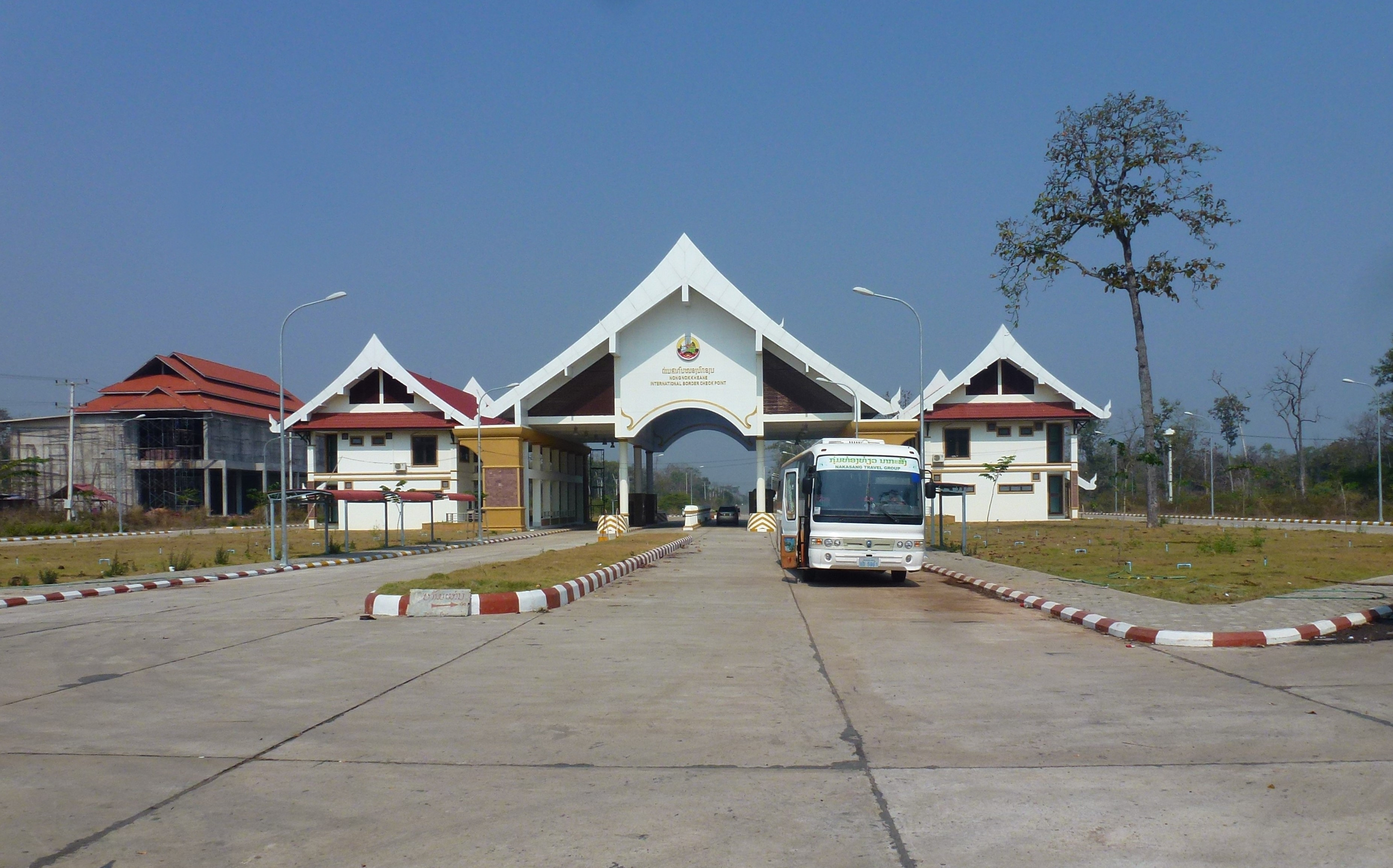
Grenzübergang Trapeang Kriel (2014)